# Skiertąg
Skiertąg (niem. Schertingsee) – jezioro rynnowe w Polsce, położone w województwie warmińsko-mazurskim, w powiecie ostródzkim, w granicach administracyjnych Morąga.

## Dane morfometryczna
Powierzchnia jeziora wynosi 0,75 km².
Według Leydinga jezioro miało powierzchnię 84,07 ha.

## Charakterystyka
Skiertąg przylega od północnego wschodu do miasta Morąg. Należy do zlewni rzeki Drwęcy.
Do jeziora Skiertąg wpływa i wypływa rzeczka Drela, która swój bieg kończy w Jeziorze Ruda Woda.
Skiertąg od dziesięcioleci jest zanieczyszczany przez moczone w jego toni pnie drzew, które później wykorzystywane są przez pobliskie Morąskie Zakłady Przemysłu Sklejek. W 2001 roku staraniem zarządu morąskiego osiedla "Zatorze" oczyszczono i przygotowano do rekreacji plaże nad brzegiem jeziora. Wybudowano boisko do siatkówki, molo, zainstalowano toaletę, przygotowano miejsce na ognisko. Plaża znajduje się około 200 metrów od stadionu miejskiego w Morągu.

## Ryby występujące w jeziorze
- Szczupak
- Okoń
- Płoć
- Leszcz
- Wzdręga
- Węgorz
- Karaś
- Sandacz
- Lin

Zameczna Góra (niem. Schloss Berg), pagórek (dawniej pruskie grodzisko), leżący na południe od wsi Jurki, w kierunku na jezioro Skiertąg.